# Maria Enzersdorf
Maria Enzersdorf (do 1999 Maria Enzersdorf am Gebirge) – gmina targowa w Austrii, w kraju związkowym Dolna Austria, w powiecie Mödling. Liczy 8 691 mieszkańców (1 stycznia 2014).